# Ermanno Aebi
Hermann Aebi, detto Ermanno (Milano, 22 novembre 1892 – Milano, 22 novembre 1976), è stato un arbitro di calcio e calciatore svizzero con cittadinanza italiana, di ruolo centrocampista o attaccante.

## Biografia
Benché fosse di origine svizzera, durante la prima guerra mondiale prestò servizio militare nell'esercito italiano.
Dopo il ritiro dall'attività sportiva fu industriale.
Il figlio Giorgio, nato nel 1923, è stato anche lui calciatore, giocando nella stagione 1946-1947 sette partite in Serie A con il Genoa.

## Carriera

### Giocatore

#### Club
Nato a Milano da padre svizzero e madre italiana, dopo aver imparato lo sport in un college a Neuchâtel, a 16 anni venne convinto dall'allora presidente dell'Internazionale Giovanni Paramithiotti ad aggregarsi alla neonata società nerazzurra, dove già militavano molti giocatori svizzeri, per lo più commercianti e impiegati di filiali locali di aziende elvetiche. Giocò la sua prima partita in maglia nerazzurra il 10 aprile 1910 contro il Torino (vittoria dell'Inter per 7-2).

Aebi (a destra) con la maglia dell'Inter, con il bolognese Vallesella (al centro), durante la sfida del 16 maggio 1910 ai Prati di Caprara

Impiegato come interno destro dalle spiccate doti offensive, eccelleva nel gioco di testa, per cui era molto pericoloso nei calci d'angolo, che sfruttava con successo. Contribuì alla vittoria del primo scudetto nerazzurro nel 1910, giocando la finalissima contro la Pro Vercelli. Risultò poi decisivo nella conquista del secondo tricolore dieci anni dopo, segnando ben 19 reti in 21 partite.
In dodici anni in maglia nerazzurra giocò complessivamente 142 partite, segnando 106 reti e rimanendo tuttora l'undicesimo miglior marcatore della squadra milanese. L'Inter fu la sua unica squadra, anche se nel maggio del 1917 accettò di partecipare a due amichevoli con la casacca del Milan (realizzando, tra l'altro, due reti). A causa dell'intelligenza tattica e dell'eleganza del suo stile, gli venne affibbiato il nomignolo di «Signorina».

#### Nazionale
Aebi è considerato, seppur impropriamente (essendo un cittadino svizzero nato e residente a Milano), il primo oriundo ad aver indossato la maglia della nazionale italiana, scendendo in campo in due occasioni. L'esordio avvenne il 18 gennaio 1920, quando l'Italia giocò contro la Francia al Velodromo Sempione di Milano, e contribuì con tre reti alla vittoria degli azzurri per 9-4. Giocò la sua seconda e ultima partita in maglia azzurra il 28 marzo 1920 a Berna nella sconfitta contro la Svizzera per 3-0; dal 1949 fu anche selezionatore degli azzurri con Ferruccio Novo e Roberto Copernico, con l'incarico di curare anche le giovanili.

### Arbitro
A fine carriera divenne arbitro, dirigendo anche partite della massima categoria.

## Palmarès

### Club
- Campionato italiano: 2

Inter: 1909-1910, 1919-1920

## Statistiche

### Cronologia presenze e reti in nazionale
| Cronologia completa delle presenze e delle reti in nazionale ― Italia | Cronologia completa delle presenze e delle reti in nazionale ― Italia | Cronologia completa delle presenze e delle reti in nazionale ― Italia | Cronologia completa delle presenze e delle reti in nazionale ― Italia | Cronologia completa delle presenze e delle reti in nazionale ― Italia | Cronologia completa delle presenze e delle reti in nazionale ― Italia | Cronologia completa delle presenze e delle reti in nazionale ― Italia | Cronologia completa delle presenze e delle reti in nazionale ― Italia |
| Data                                                                  | Città                                                                 | In casa                                                               | Risultato                                                             | Ospiti                                                                | Competizione                                                          | Reti                                                                  | Note                                                                  |
| --------------------------------------------------------------------- | --------------------------------------------------------------------- | --------------------------------------------------------------------- | --------------------------------------------------------------------- | --------------------------------------------------------------------- | --------------------------------------------------------------------- | --------------------------------------------------------------------- | --------------------------------------------------------------------- |
| 18-1-1920                                                             | Milano                                                                | Italia                                                                | 9 – 4                                                                 | Francia                                                               | Amichevole                                                            | 3                                                                     |                                                                       |
| 28-3-1920                                                             | Berna                                                                 | Svizzera                                                              | 3 – 0                                                                 | Italia                                                                | Amichevole                                                            | -                                                                     |                                                                       |
| Totale                                                                |                                                                       | Presenze                                                              | 2                                                                     |                                                                       | Reti                                                                  | 3                                                                     |                                                                       |